# Сант-Урбано
Сант-Урбано (итал. Sant'Urbano) — коммуна в Италии, располагается в провинции Падуя области Венеция.
Население составляет 2159 человек (2008 г.), плотность населения составляет 68 чел./км². Занимает площадь 32 км². Почтовый индекс — 35040. Телефонный код — 0429.
Покровительницей коммуны почитается святая Маргарита, празднование 20 июля.
В коммуне имеются
- Приходской храм св.Гаэтана (Ca' Morosini).
- Приходской храм св.Георгия (Carmignano).
- Приходской храм св.Урвана (Via Chiesa 8 a Sant'Urbano).
- Приходской храм св. Иоанна Крестителя (Balduina), воздвигнут в период между 1921 и 1926 годами.

## Демография
Динамика населения:

## Администрация коммуны
- Официальный сайт: http://www.santurbano.it/